# العلاقات الكرواتية الكوستاريكية
العلاقات الكرواتية الكوستاريكية هي العلاقات الثنائية التي تجمع بين كرواتيا وكوستاريكا.

## مقارنة بين البلدين
هذه مقارنة عامة ومرجعية للدولتين:
| وجه المقارنة                                              | كرواتيا                                                  | كوستاريكا                                 |
| --------------------------------------------------------- | -------------------------------------------------------- | ----------------------------------------- |
| المساحة (كم2)                                             | 56.59 ألف                                                | 51.10 ألف                                 |
| عدد السكان (نسمة)                                         | 4.11 مليون                                               | 4.91 مليون                                |
| الكثافة السكانية (ن./كم²)                                 | 72.63                                                    | 96.09                                     |
| العاصمة                                                   | زغرب                                                     | سان خوسيه                                 |
| اللغة الرسمية                                             | اللغة الكرواتية                                          | اللغة الإسبانية                           |
| العملة                                                    | كونا كرواتية                                             | كولون كوستاريكي                           |
| الناتج المحلي الإجمالي (بليون دولار)                      | 54.85 مليار                                              | 57.06 مليار                               |
| الناتج المحلي الإجمالي (تعادل القوة الشرائية) بليون دولار | 94.64 مليار                                              | 74.98 مليار                               |
| الناتج المحلي الإجمالي الاسمي للفرد دولار أمريكي          | 11.54 ألف                                                | 11.26 ألف                                 |
| الناتج المحلي الإجمالي للفرد دولار أمريكي                 | 21.64 ألف                                                | 14.92 ألف                                 |
| مؤشر التنمية البشرية                                      | 0.818                                                    | 0.766                                     |
| رمز المكالمات الدولي                                      | +385                                                     | +506                                      |
| رمز الإنترنت                                              | .hr                                                      | .cr، قائمة نطاقات المستوى الأعلى للإنترنت |
| المنطقة الزمنية                                           | توقيت وسط أوروبا، ت ع م+01:00، ت ع م+02:00، أوروبا/زغرب ‏ | 00                                        |

## منظمات دولية مشتركة
يشترك البلدان في عضوية مجموعة من المنظمات الدولية، منها:
| علم المنظمة | اسم المنظمة                               | تاريخ انضمام كرواتيا | تاريخ انضمام كوستاريكا |
| ----------- | ----------------------------------------- | -------------------- | ---------------------- |
|             | الاتحاد البريدي العالمي                   | ?                    | ?                      |
|             | يونسكو                                    | 1 يونيو 1992         | 19 مايو 1950           |
|             | البنك الدولي للإنشاء والتعمير             | 25 فبراير 1993       | 8 يناير 1946           |
|             | منظمة التجارة العالمية                    | ?                    | ?                      |
|             | وكالة ضمان الاستثمار متعدد الأطراف        | 19 مارس 1993         | 8 فبراير 1994          |
|             | الاتحاد الدولي للاتصالات                  | 3 يونيو 1992         | 13 سبتمبر 1932         |
|             | منظمة الشرطة الجنائية الدولية             | ?                    | ?                      |
|             | مؤسسة التمويل الدولية                     | 25 فبراير 1993       | 20 يوليو 1956          |
|             | الأمم المتحدة                             | 22 مايو 1992         | 2 نوفمبر 1945          |
|             | مؤسسة التنمية الدولية                     | 25 فبراير 1993       | 30 يونيو 1961          |
|             | الفريق المعني برصد الأرض                  | ?                    | ?                      |
|             | منظمة حظر الأسلحة الكيميائية              | ?                    | ?                      |
|             | المركز الدولي لتسوية المنازعات الاستشارية | 22 أكتوبر 1998       | 27 مايو 1993           |

## وصلات خارجية
- موقع وزارة الخارجية الكرواتية
- موقع وزارة الخارجية الكوستاريكية